# Kleine Residenz
Kleine Residenz är en tysk komedifilm från 1942 med manus och regi av Hans H. Zerlett. Filmen utspelar sig 1910 i ett fiktivit tyskt hertigdöme, Lauffenburg, och handlar om en teaterpjäs som refuseras, utan att regissören vet om att det är hertigen själv som skrivit pjäsen.

## Rollista
- Fritz Odemar - hertigen av Lauffenburg
- Lil Dagover - hertiginnan av Lauffenburg
- Johannes Riemann - von Luck
- Winnie Markus - Marianne Hartung, skådespelare
- Josef Eichheim - inspicient
- Gustav Waldau  - professor Schmittchen
- Margarete Haagen - hertiginnans tant
- Ulrich Beiger - Möller
- Friedrich Domin - prins Waldemar
- Erhard Siedel - Wendehals
- Elise Aulinger - Mierbach
- Carl Wery - Dr. Werner
- Viktor Afritsch - von Neander
- Erik Ode - Erich
- Rudolf Vogel - Mierke